# Ignitron

(1) Anode, (2) Kathode, (3) Ontsteekelektrode, (4) Kwik, (5) Keramische isolatoren, (6) Koelvloeistof

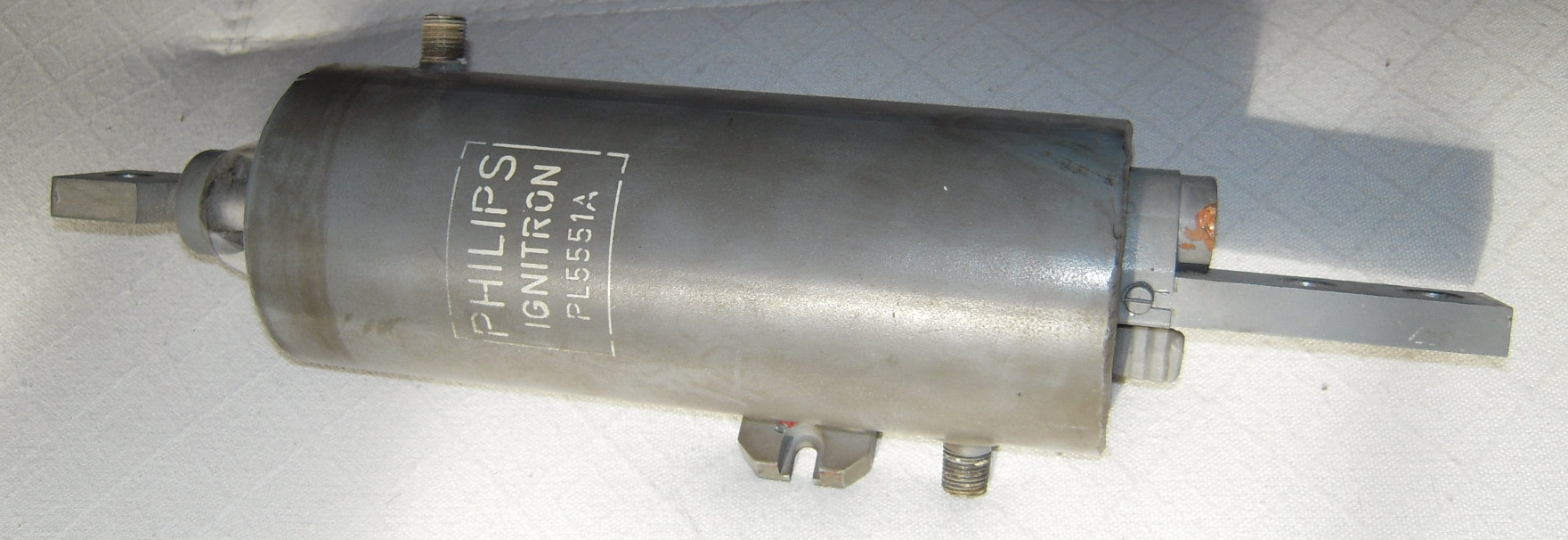
56A Philips ignitron pl5551a

De ignitron is een regelbare kwikdampgelijkrichter geschikt voor het inschakelen van grote elektrische stromen. Hij werd in de jaren 1930 uitgevonden door Joseph Slepian, technicus bij Westinghouse Electric Company. De ignitron is de voorloper van de moderne thyristor.

## Constructie
De ignitron bestaat uit een stalen vat met op de bodem een laagje vloeibaar kwik als kathode (negatieve pool). Boven het kwik is een blokvormige, geïsoleerde elektrode van grafiet aangebracht die dienstdoet als anode (positieve pool). Een ontsteekelektrode (de "ignitor") die gemaakt is van hittebestendig halfgeleidermateriaal (meestal boriumcarbide) maakt elektrische contact met de kwikkathode. De buitenwand van het vat is voorzien van een mantel waar koelwater doorheen stroomt voor het afvoeren van de warmte.

## Werking
Door op de ontsteekelektrode een korte stroompuls aan te bieden zal op de plaats waar de elektrode het kwik raakt, een hoge temperatuurverhoging optreden en een kwikplasma creëren. Dit plasma zal vervolgens zeer snel de afstand tussen kathode en anode overbruggen en overgaan in een lichtboog die voor de elektrische stroom zorgt.
De ignitor is nu ontstoken en zal blijven geleiden totdat de stroom wordt onderbroken of de spanning tussen kathode en anode wordt omgedraaid. Bij een wisselstroom moet de ignitron (vaak antiparallel geschakeld) iedere halve periode dus opnieuw ontstoken worden.

## Toepassing
Ignitrons werden lange tijd gebruikt voor het gelijkrichten van zeer hoge vermogens in grote industriële installaties, zoals aluminiumsmeltovens, om de benodigde duizenden ampères wisselstroom (AC) om te zetten in de gelijkstroom (DC).
Ook elektromotoren werden met ignitrons in snelheid geregeld, op vergelijkbare manier zoals thyristoren en triacs dat nu doen. Deze halfgeleidercomponenten hebben de ignitron op grote schaal verdrongen, alleen in heel speciale gevallen worden ignitrons nog toegepast.
diode ·
triode ·
tetrode ·
pentode ·
hexode ·
heptode ·
octode ·
enneode

kathodestraalbuis ·
indicatorbuis ·
fotocel ·
fotomultiplicator ·
klystron ·
magnetron ·
lopende-golfbuis ·
geigerteller ·
gasontladingsbuis ·
thyratron ·
kwikdampgelijkrichter ·
ignitron